# Melecta fulgida
Melecta fulgida là một loài Hymenoptera trong họ Apidae. Loài này được Lieftinck mô tả khoa học năm 1980.